# アムールスク
座標: 北緯50度13分 東経136度54分 / 北緯50.217度 東経136.900度

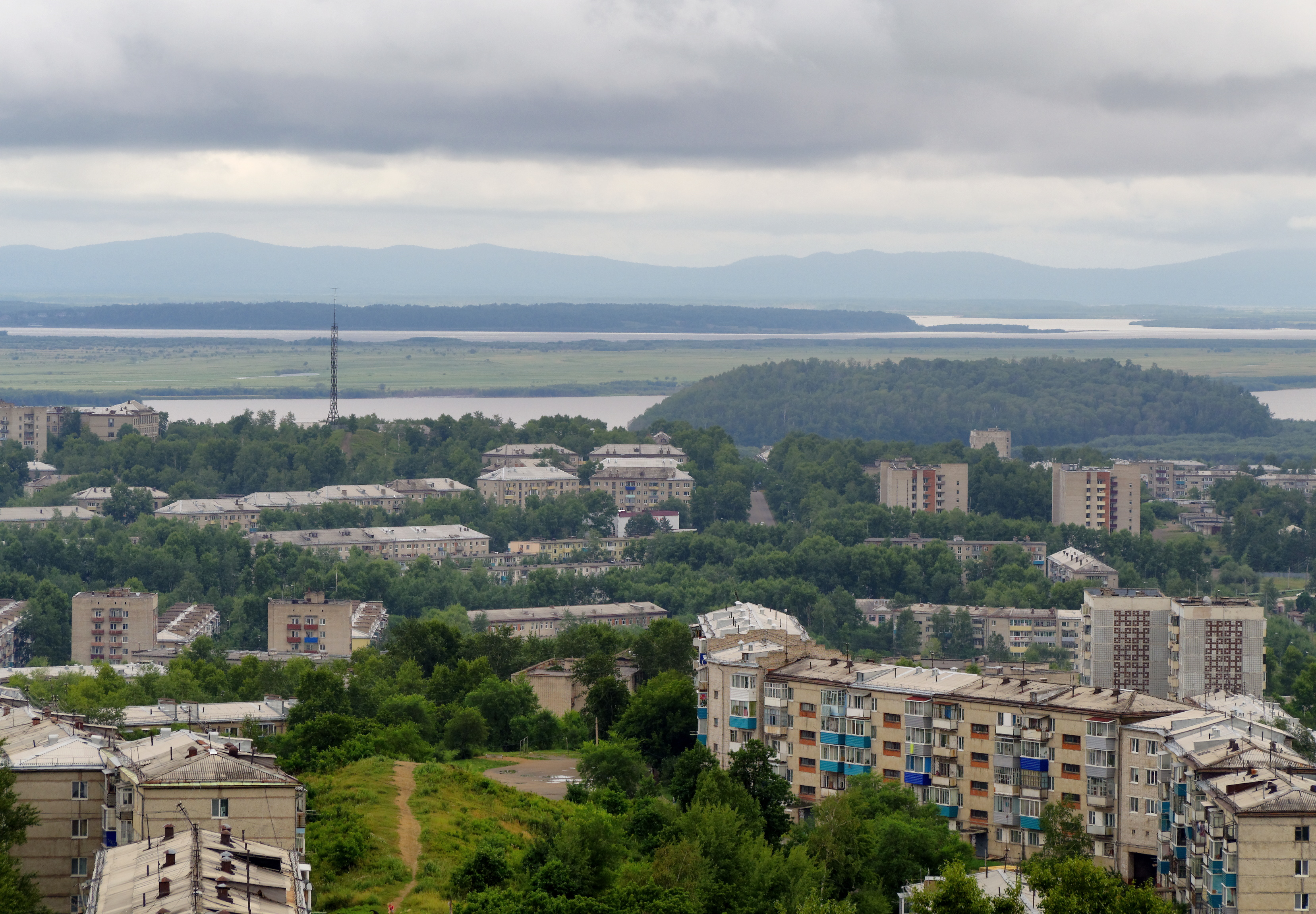

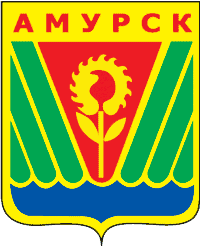
アムールスク市の紋章

アムールスク（ロシア語: Аму́рск, Amursk）は、ロシア極東のハバロフスク地方にある都市。人口は3万8606人（2021年）。アムール川の左岸にあり、上流に位置するハバロフスクからは北へ230km、コムソモルスク＝ナ＝アムーレの南へ45km。市の西にはパダリ湖がある。清朝時代は傅達里と呼ばれていた。

## 歴史
アムールスクの町は1958年6月19日に建設された。近くにはもともとナナイ人の村パダリ（Падали、傅達里、近くのパダリ湖に由来する）があるが、その近くに大型のパルプ工場の建設が始まり、その従業員の町として建設されたのがアムールスクで、最初から都市型集落（町）の地位を得ていた。市に昇格したのは1973年である。
1959年に3,500人だった人口は1989年のソ連国勢調査では58,395人にまで達したが、ソビエト連邦の崩壊以後人口は減少し、2008年での推定人口は46,000人ほどになっている。

## 経済・文化・交通
周囲は針葉樹林が多く、アムールスクとその周辺ではセルロース製造および製紙のほか、化学工場や製材工場などが主な企業となっている。他に機械工業もある。街には博物館や植物園などもそろう。
アムールスクはアムール川水運のほか陸上交通の便もよく、ハバロフスクからコムソモリスク・ナ・アムーレを経てジェムギ空軍基地へ向かう鉄道路線やコムソモリスク・ナ・アムーレからの道路も通っている。